# Косовска битка (1369)
Вижте пояснителната страница за други значения на Косовска битка.
Косовската битка от 1369 е епизод от сръбските междуособни войни, последвали смъртта на цар Стефан Душан. В нея македонските владетели Вълкашин и Углеша Мърнявчевичи нанасят поражение на господаря на Западна Сърбия Никола Алтоманович. Решително за поражението на Алтоманович е поведението на неговия съюзник - владетелят на междуречието на Ибър, Южна и Западна Морава Лазар Хребелянович, който напуска полесражението на Косово поле непосредствено преди сблъсъка между двете войски. В битката Мърнявчевичи пленяват цар Стефан Урош V, от чието име се сражава Алтоманович, но не успяват да спечелят пълна хегемония в земите на Душановото царство, защото само две години по-късно са разгромени и убити от османските турци в Черноменската битка.